# Regius Professor de Matemática

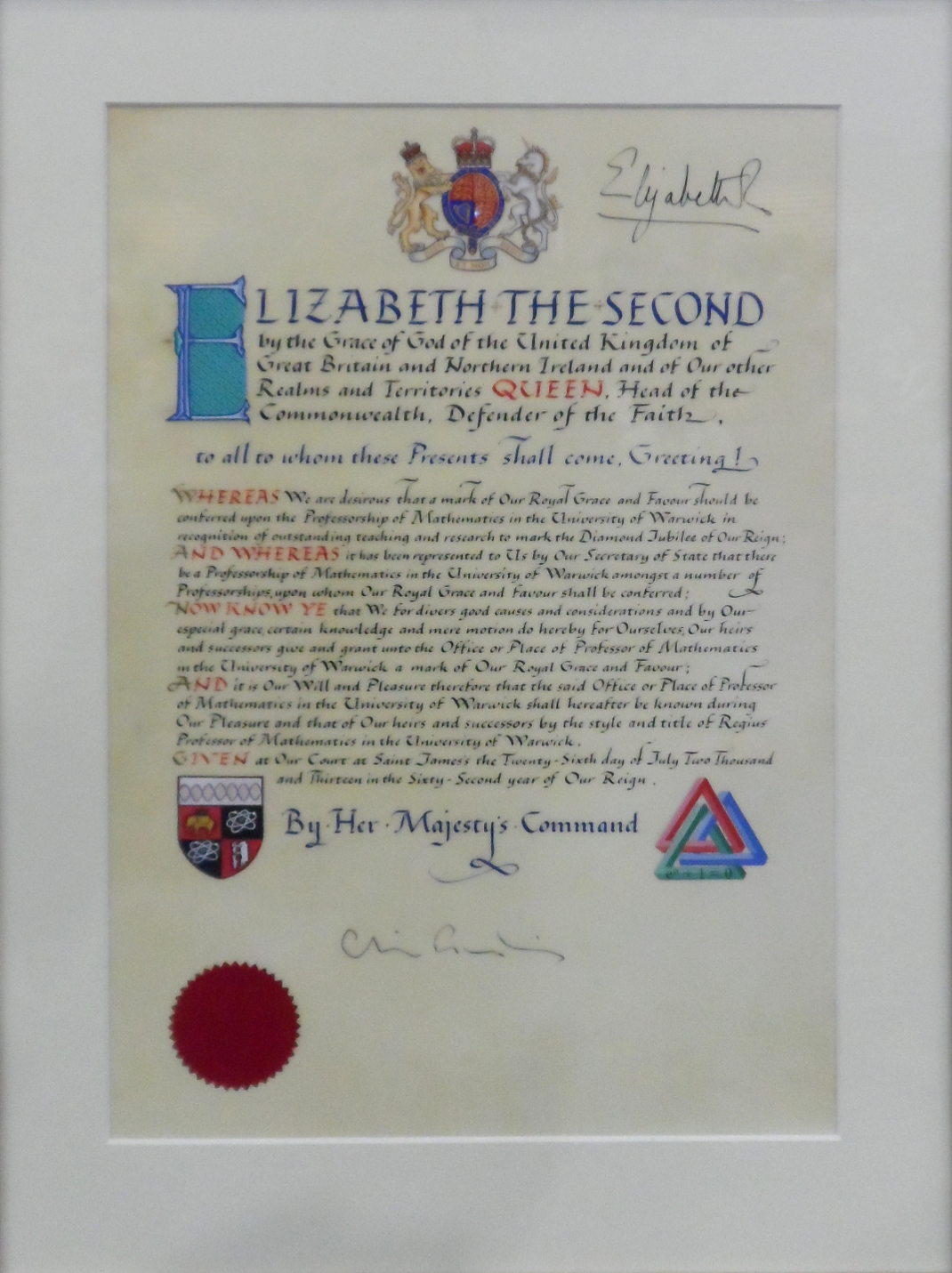
Mandado Real criando uma Cátedra Regius em Matemática na Universidade de Warwick

Regius Professor de Matemática é o nome dado a três cátedras de matemática de universidades britânicas, uma na Universidade de St Andrews, fundada por Carlos II de Inglaterra em 1668, a segunda na Universidade de Warwick, fundada em 2013 para comemorar o Jubileu de Diamante de Elizabeth II do Reino Unido e a terceira na Universidade de Oxford em 2016.

## Universidade de St Andrews (1668)
De 1997 a 2015 não houve um Regius Professor of Mathematics. Em abril de 2013 o posto foi anunciado, sendo em 2015 Igor Rivin apontado para o mesmo. Ele foi sucedido por Kenneth John Falconer em 2017.

### Lista de Regius Professors of Mathematics
A lista a seguir pode estar incompleta.
- 1668–1674 James Gregory[6]
- 1674–1688 William Sanders[7]
- 1689–1690 James Fenton[7]
- 1690–1707 vacant[7]
- 1707–1739 Charles Gergory[7]
- 1739–1765 David Gregory[8]
- 1765–1807 Nicolas Vilant[8]
- 1807–1809 vacant[9]
- 1809–1820 Robert Haldane[10]
- 1820–1858 Thomas Duncan[11]
- 1857–1858 John Couch Adams[12]
- 1859–1877 William L F Fischer[13]
- 1877–1879 George Chrystal[13]
- 1879–1921 Peter Redford Scott Lang[14]
- 1921–1950 Herbert Turnbull[15]
- 1950–1969 Edward Copson[16]
- 1970–1997 John Mackintosh Howie[17]
- 1997–2015 vaga
- 2015–2017 Igor Rivin[18]
- 2017–presente Kenneth John Falconer[19]

## Universidade de Warwick (2013)
A criação do cargo de Regius Professor de Matemática foi anunciada em janeiro de 2013, e em março de 2014 Martin Hairer foi nomeado para o cargo.

## Universidade de Oxford (2016)
A criação do cargo de Regius Professor de Matemática foi anunciada em junho de 2016. Andrew Wiles foi nomeado como o primeiro titular da cadeira em maio de 2018.